# Le Feu (D'Annunzio)
Pour les articles homonymes, voir Le Feu.
Le Feu — écrit sous le titre original d'Il fuoco — est un roman de Gabriele D'Annunzio, paru en 1900.

## Résumé

### Structure
Le roman se divise en deux parties : L'Epifania del fuoco et L'Impero del silenzio.